# Шепелево (Калужская область)
Шепелево — поселение в Козельском районе Калужской области. Входит в состав Городского поселения «Город Сосенский». Возникло как поселение при железнодорожной станции Шепелево.
Расположено примерно в 4 км к юго-востоку от города Сосенский. В поселении расположена станция Шепелево Московской железной дороги.

## Население
| 2002 | 2010 |
| ---- | ---- |
| 114  | ↘83  |